# الکسی میرانچوک
الکسی آندریویچ میرانچوک (روسی: Алексей Андреевич Миранчук؛ زادهٔ ۱۷ اکتبر ۱۹۹۵) بازیکن فوتبال اهل روسیه است که به صورت قرضی برای باشگاه تورینو بازی می‌کند.
از باشگاه‌هایی که در آن بازی کرده‌است می‌توان به لوکوموتیو مسکو و آتالانتا اشاره کرد.
وی همچنین در تیم ملی فوتبال روسیه بازی کرده‌است.